# Terence Hill

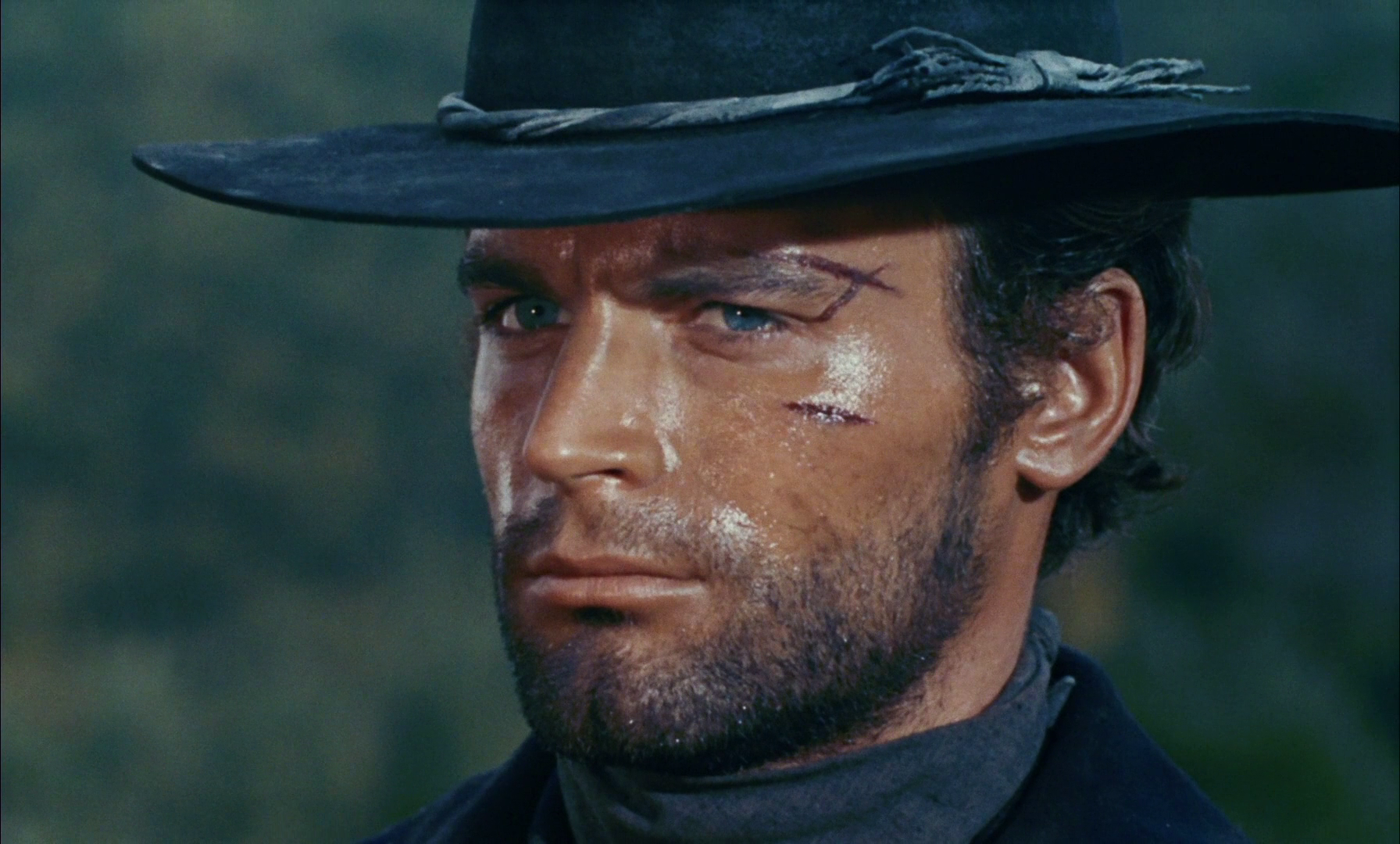
Terence Hill i filmen Blodig terror från 1968.

Terence Hill, född Mario Girotti den 29 mars 1939 i Venedig, Italien, är en italiensk skådespelare och regissör. Han är mest känd genom rollfiguren Trinity från alla sina spaghetti-western-filmer med sin partner och bäste vän Bud Spencer som i Trinity-serien gestaltade Bambino. Nuförtiden bor Terence Hill i Massachusetts, USA.

## Filmografi (i urval)
- 1963 - Leoparden
- 1968 - Gud förlåter, men inte jag
- 1971 - Svarte piraten
- 1972 - Trinity - Djävulens högra hand
- 1972 - Trinity klipper till igen
- 1972 - Nu ger vi järnet
- 1973 - Mitt namn är Nobody
- 1975 - Mitt namn är fortfarande Nobody
- 1976 - Supersnutarna
- 1978 - Udda eller jämnt
- 1979 - Vi håller på flodhästarna
- 1981 - Snedseglarna
- 1983 - Kör hårt
- 1984 - Storfräsarna
- 1985 - Miami supercops
- 1991 - Lucky Luke
- 1995 - The Troublemakers